# Бойцов, Пётр Самойлович
Пётр Самойлович Бойцов (1849, Нижний Новгород — после 1918, Москва) — русский художник, дизайнер, архитектор-эклектик, который специализировался на усадебном строительстве с использованием мотивов неоготики. Строил усадьбы-замки в Московской и Владимирской областях, особняки в Москве, Киеве, Нижнем Новгороде.

## Биография
Жизнь П. С. Бойцова мало изучена; приведенные выше годы рождения и смерти — не установлены точно. Считается, что Бойцов — самоучка, так и не получивший разрешения (лицензии) на производство строительных работ; также вероятно, что он обучался в Строгановском училище технического рисования (М. В. Нащокина). В 1860-х — 1870-х годах работал в Нижнем Новгороде; первое время занимался прикладным искусством — создавал мебель, скульптуру, орнаментальную живопись; с 1870-х годов, несмотря на отсутствие свидетельства на право производства строительных работ, начал архитектурную деятельность. В 1878—1881 годах работал помощником Р. Я. Килевейна при перестройке и реставрации Староярмарочного собора и строительстве Новоярмарочного собора на Нижегородской ярмарке.
В Москве Бойцов женился на дочери (или сестре) мебельного фабриканта П. А. Шмита (отца Н. П. Шмита), работал на шмитовской мебельной фабрике, проектировал мебель и интерьеры. В середине 1880-х годах. Бойцов входит в круг наиболее востребованных московских архитекторов, среди его заказчиков — преимущественно родовая аристократия. В 1882 году принял участие во Всероссийской художественно-промышленной выставке и был удостоен Серебряной медали за архитектурные и дизайнерские проекты. В 1896 году в числе других признанных архитекторов участвовал в оформлении Москвы к коронационным торжествам.
В 1890—1895 годах Бойцов безвозмездно принял участие в разработке оформления залов Императорского исторического музея. В 1896—1897 годах разработал проект Городского музея древностей и искусств в Киеве (построен по проекту Бойцова с некоторым изменением деталей архитектором В. В. Городецким). В 1898 году принял участие в архитектурном конкурсе на проект Музея изящных искусств, получил за него поощрительную золотую медаль. Несмотря на то, что Бойцов не был допущен к проектированию и строительству музея, его проект был взят за основу Р. И. Клейном при дальнейшей разработке проекта музея.
Так как Бойцов не имел официального права на производство строительных работ, строительство по его проектам вели другие архитекторы (А. В. Флодин, А. Г. Венсан, Н. А. Мемнонов, К. А. Дулин, в Киеве П. И. Голландский и другие).
Императорская академия художеств в 1890 году отказала ему в звании академика (начальный уровень признания художественных заслуг в те годы), и только в 1911 году Бойцов был принят в Московское архитектурное общество. Вплоть до конца 1918 года жил в собственном доме на Спиридоновке. Дальнейшая судьба зодчего неизвестна.
М. В. Нащокина пишет о Бойцове: «Будучи эклектиком по своим убеждениям и творческому методу, в своих объемно-пространственных, композиционных и декоративных решениях предвосхитил и развил многие формальные приемы модерна».
Основные работы Бойцова — загородные дворянские усадьбы конца XIX века — находятся в запустении или безвозвратно утрачены.

## Постройки

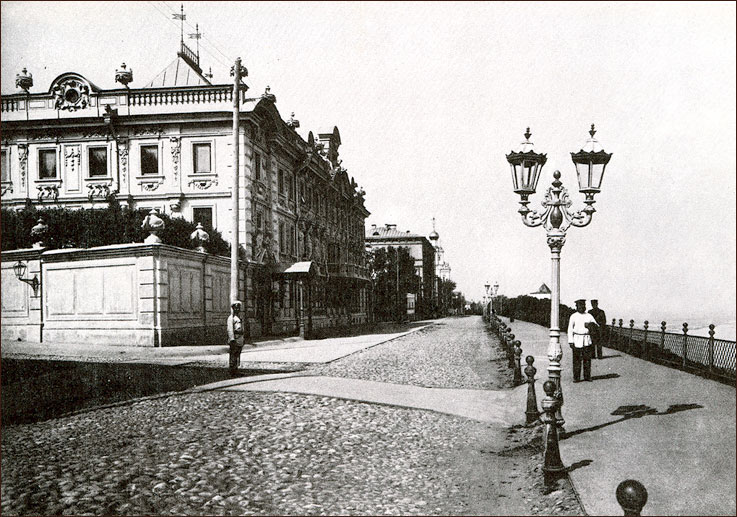
Особняк Рукавишникова, конец 1890-х гг.

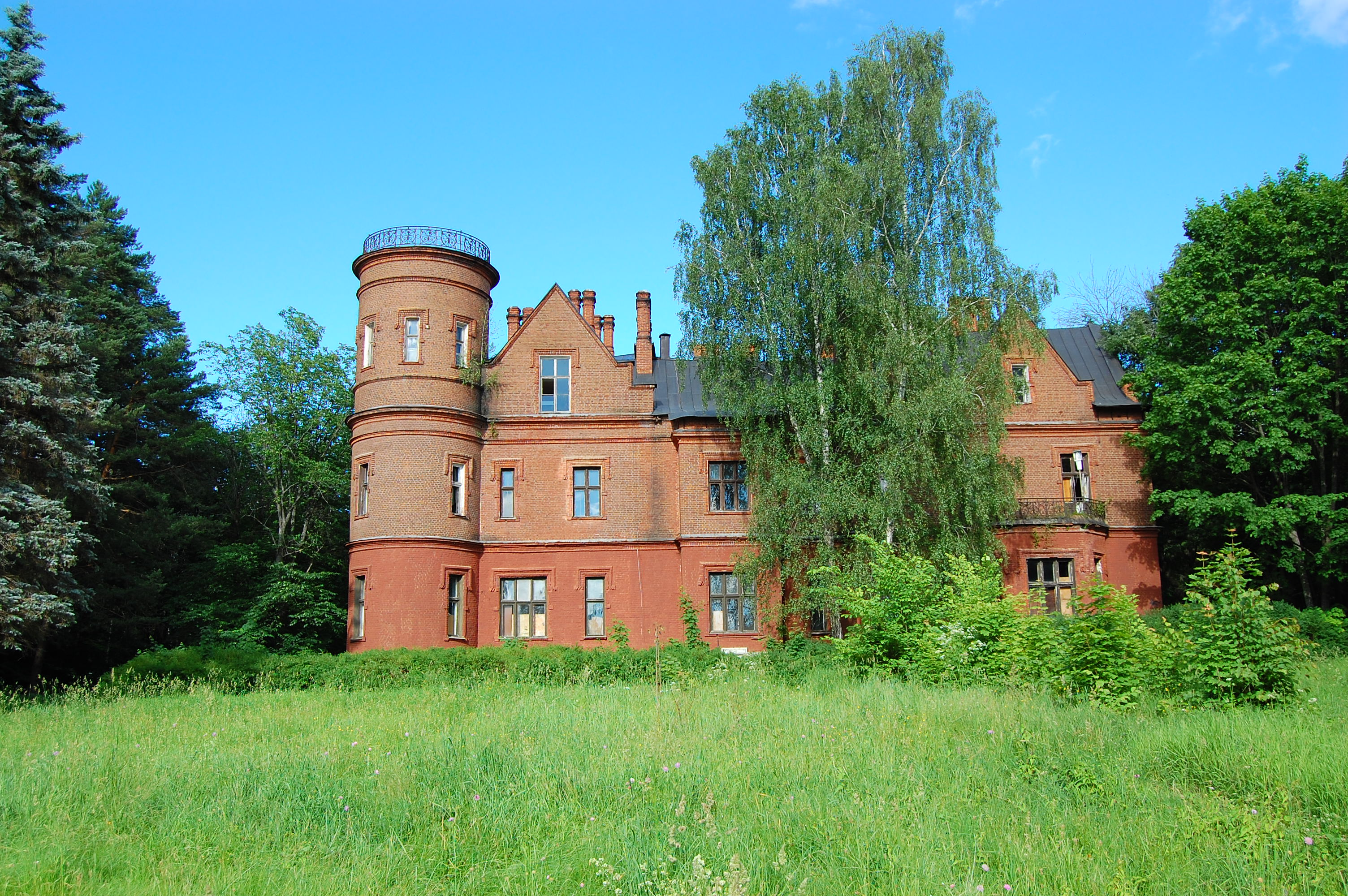
Усадьба Васильевское

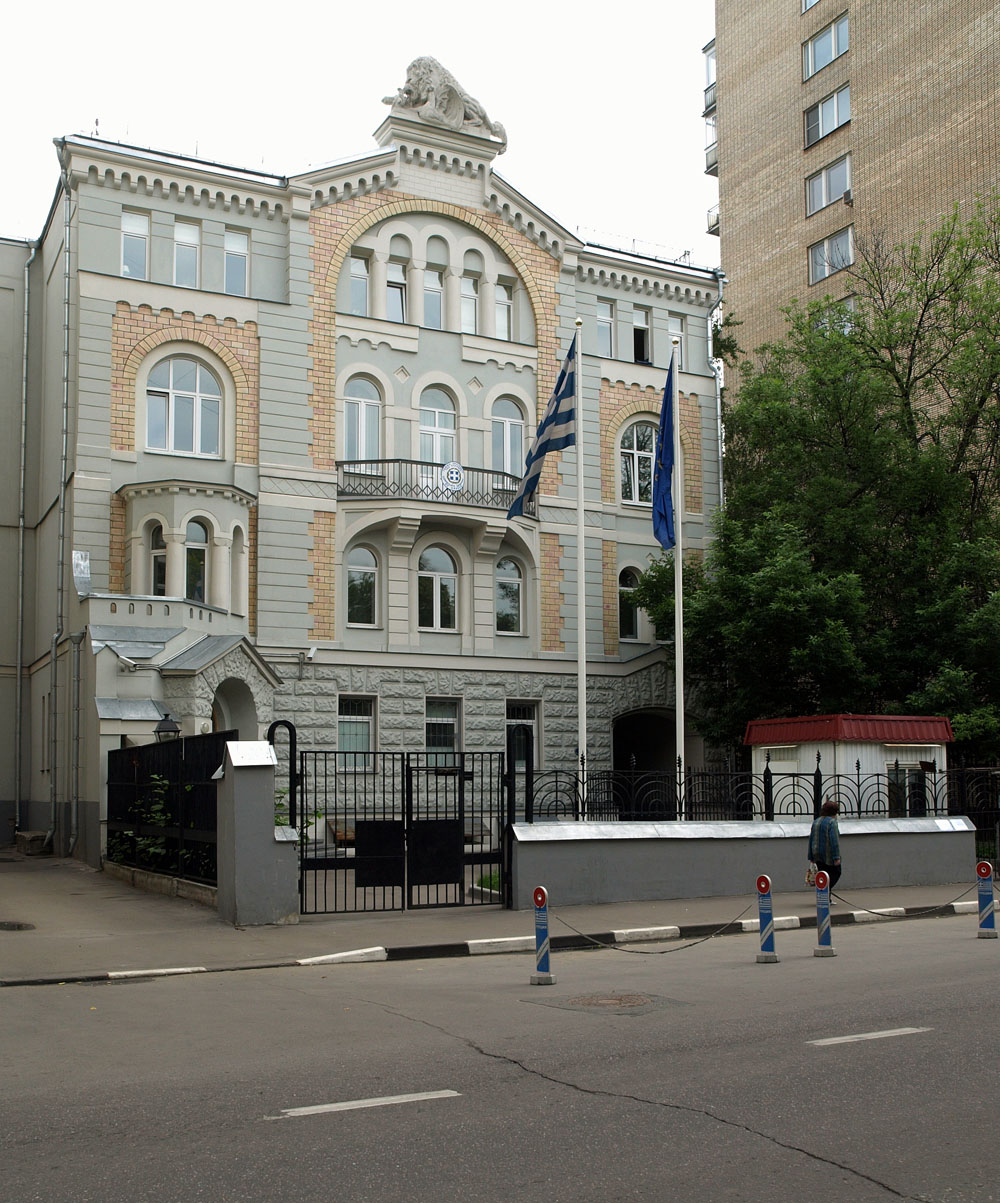
Собственный доходный дом на Спиридоновке

- Дом В. Н. Охотникова в усадьбе Чрекасское (1890-е, Пензенская область);
- Усадьба С. М. Рукавишникова (1877, Нижний Новгород, Верхне-Волжская набережная, 7), ныне — Нижегородский государственный историко-архитектурный музей-заповедник;
- Постройка (отделка) ярмарочного собора Святого Александра Невского по проекту архитектора Р. Я. Килевейна (1878—1881, Нижний Новгород, улица Стрелка, 3а);
- Дом А. С. (Д. А.) Хомякова (1870-е, с. Слободка Тульской губернии);
- Перестройка главного дома и службы в усадьбе С. И. Рукавишникова Подвязье (начало 1880-х, с. Подвязье, Нижегородская область);
- Перестройка и отделка главного усадебного дома князя В. А. Святополк-Четвертинского (начало 1880-х, с. Успенское, Московская область);
- Главный усадебный дом князя А. Г. Щербатова Васильевское (1881—1884, с. Васильевское (Марьина Гора), близ станции Кубинка, Московская область), ныне — санаторий имени Герцена (А. И. Герцен жил здесь до перестройки дома Бойцовым);
- Отделка особняка Н. А. Лакутина по проекту А. Г. Венсана (1882, Москва, Тверская улица, 18), перестроен;
- Особняк К. В. Осипова (1883, Москва, улица Большая Ордынка, 70);
- Отделка интерьеров в доме Д. А. Беклемишевой (1884, Москва, Поварская улица, 31);
- Усадьба В. С. Храповицкого Муромцево: главный дом (частично сохранился), водный каскад (не сохр.), охотничий домик, дом управляющего (не сохр.), конный двор, картеник, скотный двор, музыкальный павильон (частично разрушен), лодочный павильон, пристань на пруду (не сохр.), запасный дом, водонапорная башня и др. постройки (1884—1889, Муромцево, Судогодский район, Владимирская область);
- Особняк П. А. Шмидта (В. В. Шмидт) (1885, Москва, Дружинниковская улица), сгорел в 1905 г., сохранился приусадебный садик;
- Усадьба Н. А. Казаковой (Веригиной, Мейендорф) Подушкино (1885—1887, Барвиха, Одинцовский район, Московская область), ныне — резиденция Президента РФ;
- Главный усадебный дом князя Л. Д. Вяземского Лотарево (1887, Грязинский район, Липецкая область), не сохранилась;

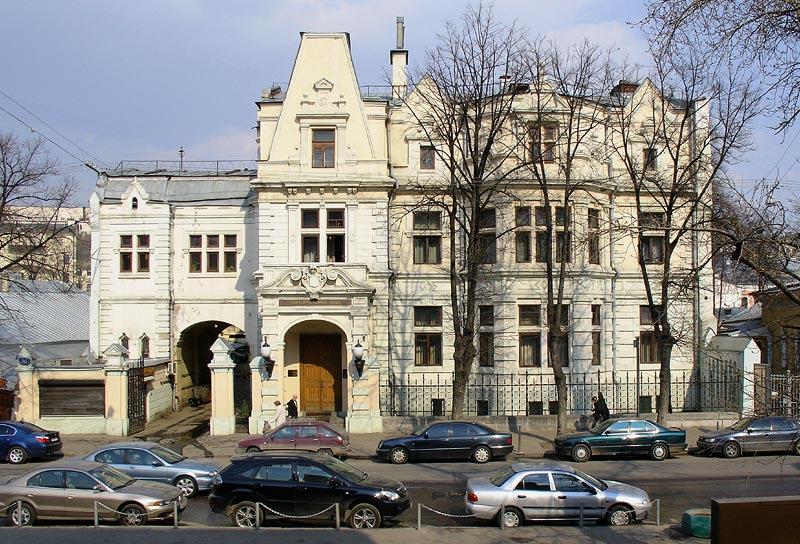
Центральный дом литераторов (Москва, б. усадьба Святополк-Четвертинского)

- Особняк князя Б. В. Святополк-Четвертинского, строительство осуществлял А. Г. Венсан (1887, Москва, Поварская улица, 50/53), ныне — Центральный дом литераторов; объект культурного наследия регионального значения[9];
- Церковь Святой Царицы Александры, церковная сторожка в имении В. С. Храповицкого «Муромцево» (1888—1890, Муромцево, Судогодский район, Владимирская область), звонница церкви сломана в советское время, ремонтируется[10];
- Дом Н. Д. Финляндского (1889, Москва, улица Маши Порываевой, 2);
- Здание железнодорожной станции Храповицкая (не сохр), дом станционного смотрителя, лабаз (не сохр.), школа, здание почты с телеграфом, магазин, баня близ имения В. С. Храповицкого Муромцево (1889—1895, Муромцево, Судогодский район, Владимирская область);
- Дом Б. И. Ханенко (возможно, только отделка) (1880-е, Курская губерния);
- Дом В. Г. Сапожникова (1880-е, Москва);
- Дом братьев Ляпиных (1880-е, Москва);
- Отделка зала Дворянского собрания (1880-е, Рязань, улица Ленина, 57/50);
- Отделка интерьеров дома В. Н. Охотникова (1880-е, Москва, Поварская улица, 36);
- Особняк Собашниковых (1880-е, Москва, Арбат, 28), не сохранился;
- (?) Перестройка и новая внутренняя и внешняя отделка усадьбы Собашниковых (1880-е, Москва, Большой Лёвшинский переулок, 6);
- Отделка особняка Богдана и Варвары Ханенко (в девичестве Терещенко) по проекту Р.-Ф. Мельцера[11] (сохранились эскизы интерьеров, 1880-е, Киев, Терещенковская улица, 15), ныне — Национальный музей искусств имени Богдана и Варвары Ханенко;
- Особняк А. Н. Терещенко (1892—конец 1890-х, Киев, Льва Толстого, 7), под надзором П. И. Голландского, ныне — Национальная научная медицинская библиотека Украины;
- (?) Главный дом в усадьбе Н. А. Терещенко Кульбаки (1880-е, Кульбаки, Курская область), разрушен в 1920-х годах;
- Дом Г. Н. Вельяминова (1880-е, Тамбовская губерния);
- Дом В. Е. Морозова (1880-е, Орехово-Зуево, Московская область), снесён в 1990-х годах;
- Дом Г. Курбатова (1880-е, Нижегородская губерния);
- Дом И. А. Кошелева (1880—1890-е, Москва);
- Дом Колгина (1880—1890-е, Москва);
- Дом П. М. Шестакова (1880—1890-е, Киев);
- Дом В. П. Ворониной (возможно, усадьба Тарасково) (1880-е, Каширский район, Московская область), руинирована;
- Отделка залов Императорского исторического музея, в том числе Суздальского зала (совместно с архитектором А. П. Поповым[12]) (1890—1895, Москва, Красная площадь, 1/2);
- Оформление Театральной, Лубянской площадей и Китайгородского проезда к коронационным торжествам, а также сооружение павильона для зрителей праздничной иллюминации на Воробьёвых горах (1896, Москва), не сохранились;
- Городской музей древностей и искусств (строил В. В. Городецкий) (1896—1900, Киев, улица Михаила Грушевского, 6);
- Особняк П. С. Берга, при участии архитекторов А. В. Флодина, К. А. Дулина[13] (1897, Москва, Денежный переулок, 5), ныне — посольство Италии; объект культурного наследия регионального значения[9];
- Конкурсный проект Музея слепков Московского государственного университета (1898, 3-я премия); использован Р. И. Клейном при строительстве здания Музея изящных искусств;
- Дом (возможно, и другие постройки) в имении графа М. П. Толстого Спасское-Трубетчино (1890—1900, Трубетчино, Добровский район, Липецкая область), не сохранился;
- Проект железнодорожного вокзала (1890-е, Киев), не осуществлён;
- (?) Дом В. А. Пашкова в усадьбе Ветошкино (1890-е, Ветошкино, Гагинский район, Нижегородская область), руинирован;
- (?) Два усадебных дома Л. К. Зубалова в имении Калчуга (Кольчуга) (1890-е, Калчуга, Одинцовский район, Московская область);
- Отделка интерьеров особняка Н. В. Игумнова, совместно с архитектором И. И. Поздеевым и художником А. А. Томашки (1890-е (возможно, после смерти архитектора Н. И. Поздеева в 1893 году), Москва, Большая Якиманка, 43);
- Церковь Кирилла и Мефодия при Гимназическом общежитии (1897, Нижний Новгород, Грузинская улица, 44)[14];
- Доходный дом Н. А. Веригиной (Е. А. Веригина) (1900, Москва, Большая Никитская улица, 57/54), не сохранился;
- Собственный доходный дом, при участии архитектора А. В. Флодина (1903, Москва, улица Спиридоновка, 14), ныне — Генеральный консулат Греции.

### Сноски
1. ↑  Также встречаются варианты «Соймонович» и «Семёнович»[3].